# Marcello De Salvia
Marcello De Salvia (La Spezia, 3 ottobre 1920 – Cielo d'Albania, 4 marzo 1941) è stato un ufficiale e aviatore italiano, decorato con la medaglia d'oro al valor militare alla memoria durante il corso della seconda guerra mondiale.

## Biografia
Nacque a La Spezia il 3 ottobre 1920, ultimogenito di sette figli. Frequentato l'Istituto tecnico commerciale "Da Passano" la sua passione per il mondo dell'aviazione lo convinse a lasciare la scuola per arruolarsi nella Regia Aeronautica in qualità di allievo sergente pilota.
Nel 1939 viene inviato alla Scuola di pilotaggio di Frosinone venendo promosso primo aviere nel mese di luglio, conseguendo il brevetto di pilota. Trasferito alla Scuola di pilotaggio di Foggia, viene promosso sergente nel settembre dello stesso anno, e consegue il brevetto di pilota militare volando su velivolo Fiat C.R. Asso.
All'atto dell'entrata in guerra del Regno d'Italia, il 10 giugno 1940, è assegnato in forza al 51º Stormo Caccia Terrestre di stanza sull'aeroporto di Ciampino sud. Il 24 ottobre partì con la 354ª Squadriglia, 21º Gruppo del 52º Stormo Caccia Terrestre, da Brindisi per l'Albania in vista dell'inizio operazioni sul fronte greco-albanese. In quell'ambito la 354ª Squadriglia viene aggregata al 24º Gruppo che diviene autonomo. Il reparto è equipaggiato con i biplani Fiat C.R.42 Falco ed i monoplani Fiat G.50 Saetta.
Il 4 marzo 1941 il Gruppo viene inviato a fornire copertura aerea da una flottiglia della Regia Marina impegnata, dall'inizio del mese, in una missione di bombardamento navale contro postazioni nemiche dislocate sulla costa dell'Albania e formata dal cacciatorpediniere Augusto Riboty, dalla torpediniera Andromeda e da tre barche d'assalto MAS.
Avvisata del pericolo venne dato l'allarme e l'ordine di decollo immediato alle unità della britannica Royal Air Force dislocate in zona. La forza d'attacco era costituita da 15 bombardieri leggeri Bristol Blenheim, nove provenienti dal No. 211 Squadron e cinque dal No. 84 Squadron RAF, scortati da dieci caccia monoplani Hawker Hurricane, quattro del No. 80 Squadron RAF e sei del No. 33 Squadron RAF, e diciassette caccia biplani Gloster Gladiator, questi ultimi quattordici dal No. 112 e tre dal No. 80 Squadron RAF. La formazione britannica intercettò la forza navale italiana 10 miglia a sud di Valona e quando i Blenheim iniziarono a bombardare le unità navali, peraltro senza successo, la caccia italiana iniziò il combattimento aereo.
Nell'azione che seguì egli contribuì all'abbattimento di cinque velivoli avversari e durante l'ultimo abbattimento personale venne lui stesso abbattuto, rimanendo ucciso nello scontro al posto di pilotaggio del suo caccia G.50. Per il coraggio dimostrato in questo frangente  venne decorato con la Medaglia d'oro al valor militare alla memoria.

### Dediche e riconoscimenti
L'Aeronautica Militare Italiana, con la motivazione "Prima ed Unica Medaglia d'Oro al Valor Militare che ha messo le ali a Frosinone", gli ha intitolato il 72º Stormo, reparto che integra l'unica Scuola di Volo della forza aerea italiana dedicata alla formazione di piloti destinati ad aerodine ad ala rotante.

### Annotazioni
1. ↑  Uno dei quali fu fatto prigioniero in Albania durante la seconda guerra mondiale.
2. ↑  In quattro mesi di guerra aveva compiuto 171 ore di volo di guerra, oltre 100 azioni di scorta, mitragliamento, crociere di vigilanza e di interdizione, con 2 apparecchi nemici abbattuti individualmente e 13 collettivamente.

### Fonti
1. 1 2 3  Ufficio Storico dell'Aeronautica Militare 1969, p. 162.
2. 1 2 3 4  Combattenti Liberazione.
3. 1 2  Ufficio Storico Stato Maggiore dell'Aeronautica 1977, p. 171.
4. 1 2  Ufficio Storico Stato Maggiore dell'Aeronautica 1977, p. 224.
5. ↑  Dunning 1988, p. 32.
6. ↑  Trentoincina.
7. 1 2  Håkans aviation page.
8. ↑  Pagliano 1954, p. 274.
9. 1 2  Quirinale, sito istituzionale, voce Onorificenze, dettagli decorato
10. ↑  Bollettino Ufficiale 1941, disp.27, pag.1079 e pag.1080.